# Karlatornet
A Karlatornet (literalmente a Torre Karla) é um arranha-céus situado na cidade de Gotemburgo, no sul da Suécia. Está localizada no bairro de Lindholmen, na ilha de Hisingen, a qual constitui a parte norte da cidade. 

A torre tem uma altura de 246 m e 73 andares. É presentemente o edifício mais alto da Suécia e dos países nórdicos, seguido do Turning Torso em Malmö, com 190 m de altura.

O edifício foi desenhado pelas firmas de arquitetura Skidmore, Owings & Merrill (americana) e Entasis (dinamarquesa).